# رباح أرقط
رَبَاح أرقط أو زباد أرقط (الاسم العلمي Genetta pardina)، نوع من الزباديات، موطنه يمتد من السنغال إلى غانا، طوله نحو 80 سم صوفه قصير الهلب. لونه عابق كثير التنمير، خطوط ذنبه قاطبة مستعرضة.